# Gran Premio di Monaco 1997
Il Gran Premio di Monaco 1997 si è svolto sul Circuito di Montecarlo l'11 maggio 1997.
Questa gara segna l'ultima apparizione di Nicola Larini in F1.

## Qualifiche
Sul circuito del Principato pole ancora per la Williams, ma questa volta ad ottenerla è Frentzen, che ottiene per la prima volta il miglior tempo in qualifica a seguito della prima vittoria in carriera ad Imola. Il tedesco precede la Ferrari di Schumacher, il compagno di squadra Villeneuve e uno strepitoso Fisichella sulla Jordan.

### Risultati
| Pos | Nº | Pilota                | Costruttore         | Pneumatici | Tempo    | Distacco |
| --- | -- | --------------------- | ------------------- | ---------- | -------- | -------- |
| 1   | 4  | Heinz-Harald Frentzen | Williams - Renault  | G          | 1'18"216 |          |
| 2   | 5  | Michael Schumacher    | Ferrari             | G          | 1'18"235 | +0"019   |
| 3   | 3  | Jacques Villeneuve    | Williams - Renault  | G          | 1'18"583 | +0"367   |
| 4   | 12 | Giancarlo Fisichella  | Jordan - Peugeot    | G          | 1'17"856 | +0"449   |
| 5   | 10 | David Coulthard       | McLaren - Mercedes  | G          | 1'18"779 | +0"563   |
| 6   | 11 | Ralf Schumacher       | Jordan - Peugeot    | G          | 1'18"943 | +0"727   |
| 7   | 16 | Johnny Herbert        | Sauber - Petronas   | G          | 1'19"105 | +0"889   |
| 8   | 9  | Mika Häkkinen         | McLaren - Mercedes  | G          | 1'19"119 | +0"903   |
| 9   | 7  | Jean Alesi            | Benetton - Renault  | G          | 1'19"263 | +1"047   |
| 10  | 22 | Rubens Barrichello    | Stewart - Ford      | B          | 1'19"295 | +1"079   |
| 11  | 17 | Nicola Larini         | Sauber - Petronas   | G          | 1'19"468 | +1"252   |
| 12  | 14 | Olivier Panis         | Prost - Mugen-Honda | B          | 1'19"626 | +1"410   |
| 13  | 1  | Damon Hill            | Arrows - Yamaha     | B          | 1'19"674 | +1"458   |
| 14  | 19 | Mika Salo             | Tyrrell - Ford      | G          | 1'19"694 | +1"478   |
| 15  | 6  | Eddie Irvine          | Ferrari             | G          | 1'19"723 | +2"651   |
| 16  | 2  | Pedro Paulo Diniz     | Arrows - Yamaha     | B          | 1'20"261 | +1"507   |
| 17  | 8  | Gerhard Berger        | Benetton - Renault  | G          | 1'20"199 | +1"983   |
| 18  | 21 | Jarno Trulli          | Minardi - Hart      | B          | 1'20"349 | +2"133   |
| 19  | 23 | Jan Magnussen         | Stewart - Ford      | B          | 1'20"516 | +2"300   |
| 20  | 20 | Ukyo Katayama         | Minardi - Hart      | B          | 1'20"606 | +2"390   |
| 21  | 15 | Shinji Nakano         | Prost - Mugen-Honda | B          | 1'20"961 | +2"745   |
| 22  | 18 | Jos Verstappen        | Tyrrell - Ford      | B          | 1'21"290 | +3"074   |

## Gara
Il giorno della gara una fine pioggierellina bagna la pista, di conseguenza quasi tutti optano per le gomme da pioggia: solo le Williams e Häkkinen partono con le slick.
Al via le Williams pattinano e si fanno scavalcare. Schumacher passa primo davanti a Fisichella, Frentzen, Ralf Schumacher, Villeneuve, Herbert e Barrichello. L'aderenza è minima, le vetture sbandano ovunque e il primo a farne le spese è il brasiliano Diniz alla curva del Mirabeau Bas. Le Williams perdono terreno e Frentzen è scavalcato da Ralf Schumacher; Villeneuve alla fine del primo giro è già nono.
Al 2º giro si ritirano le McLaren: Coulthard va in testacoda all'ingresso della Chicane del Porto, Alesi frena per evitarlo ma Häkkinen tampona il francese ed esce; Hill a sua volta tampona una Tyrrell per evitare Irvine, gara finita. Il giro dopo Villeneuve, in netta difficoltà con le slick, arriva lungo al Mirabeau Haute e decide di fermarsi a mettere gomme da pioggia. Barrichello continua la sua rimonta e al 5º giro è terzo dopo aver superato Ralf Schumacher. Mentre anche Frentzen si ferma ai box a cambiare le gomme Schumacher allunga davanti a Fisichella, Barrichello, Ralf Schumacher, Herbert e Panis.
Al 6º giro Fisichella, in difficoltà con le gomme intermedie che gli creano problemi di aderenza, viene superato da Barrichello e Ralf Schumacher. Nel frattempo Trulli arriva lungo alla curva del Mirabeau Haute e si ritira. Herbert al 10º giro arriva alla staccata di St. Devote, salta su una cunetta e perde il controllo della vettura che va dritta sulle barriere: l'urto è violento ma l'inglese ne esce incolume. Lungo anche per Berger sempre alla staccata del Mirabeau Haute che urta le barriere esterne, perde il musetto e si deve fermare ai box. Al giro dopo è il turno di Ralf Schumacher che va in testacoda al Casino, sbatte ed è eliminato.
Al 12º giro Schumacher, che già sta per doppiare Villeneuve, conduce davanti a Barrichello che è l'unico che tiene un passo vicino a quello del ferrarista. Dietro, terzo è Fisichella poi Panis, Irvine, Salo, Alesi e Magnussen; sono solo 15 vetture ancora in gara, ma si assottigliano ulteriormente e diventano tredici al 17º giro: Alesi, cercando di passare Salo si gira al Mirabeau Bas e, cercando di ripartire, spegne il motore, poi è out anche Villeneuve che era solo 13°.
Al 27º giro Larini mette fine alla sua agonia fatta di continui testacoda a causa di problemi al limitatore impazzito che da e toglie alimentazione a casaccio: il pilota italiano conclude qui anche la sua carriera in F1. Dietro i primi due si forma un terzetto in lotta fra loro composto da Fisichella, Panis e Irvine: nel corso del 35º giro sia Panis che Irvine passano il romano in crisi di gomme che rientra ai box. Si susseguono i testacoda: Verstappen alla chicane e Frentzen al Mirabeau Haute se ne rendono protagonisti, ma entrambi ripartono.
Al 37º giro anche Nakano saluta la compagnia e si ferma in un punto pericoloso sulla salita del Beauvirage. Cinque giri dopo è Frenzten che urta le barriere alla Chicane del Porto e si ferma. Panis si ferma a rifornire così che Irvine ha strada libera: l'irlandese allunga quel tanto che basta per rientrare dopo il suo pit stop davanti al francese della Prost.
La situazione con solo 10 vetture in gara sembra stabilizzata. L'ultima emozione la fornisce il leader Schumacher che al 52º giro va dritto alla St. Devote ma per sua fortuna non urta niente e rientra. Il ferrarista vince così davanti a Barrichello (primo podio per la Stewart dopo solo cinque gare), Irvine, Panis, Salo e Fisichella e riporta alla vittoria la Ferrari nel Gran Premio di Monaco dopo 16 anni, quando vinse nel 1981 con il papà di Jacques il leggendario Gilles.
Da notare un caso più unico che raro nella storia della Formula 1: Mika Salo non effettua nessuna fermata ai box e fa tutta la gara senza rifornire o cambiare gomme.
Schumacher balza in testa alla classifica con 24 punti davanti a Villeneuve con 20 ed Irvine con 14: l'ultimo pilota Ferrari in testa al campionato piloti era stato Alain Prost dopo il Gran Premio di Gran Bretagna del 1990. Grazie anche al podio di Irvine la Ferrari è anche in testa a quello costruttori con 38 punti davanti alla Williams ferma a 30 e alla McLaren a 20 lunghezze.

## Classifica Gara
| Pos  | No | Pilota                | Costruttore      | Pneumatici | Giri | Tempo/Rit.                | Part. | Punti |
| ---- | -- | --------------------- | ---------------- | ---------- | ---- | ------------------------- | ----- | ----- |
| 1    | 5  | Michael Schumacher    | Ferrari          | G          | 62   | 2h00'05"654               | 2     | 10    |
| 2    | 22 | Rubens Barrichello    | Stewart-Ford     | B          | 62   | +53"306                   | 10    | 6     |
| 3    | 6  | Eddie Irvine          | Ferrari          | G          | 62   | +1'22"108                 | 15    | 4     |
| 4    | 14 | Olivier Panis         | Prost-Mugen      | B          | 62   | +1'44"402                 | 12    | 3     |
| 5    | 19 | Mika Salo             | Tyrrell-Ford     | G          | 61   | +1 giro                   | 14    | 2     |
| 6    | 12 | Giancarlo Fisichella  | Jordan-Peugeot   | G          | 61   | +1 giro                   | 4     | 1     |
| 7    | 23 | Jan Magnussen         | Stewart-Ford     | B          | 61   | +1 giro                   | 19    |       |
| 8    | 18 | Jos Verstappen        | Tyrrell-Ford     | G          | 60   | +2 giri                   | 22    |       |
| 9    | 8  | Gerhard Berger        | Benetton-Renault | G          | 60   | +2 giri                   | 17    |       |
| 10   | 20 | Ukyo Katayama         | Minardi-Hart     | B          | 60   | +2 giri                   | 20    |       |
| Rit. | 4  | Heinz-Harald Frentzen | Williams-Renault | G          | 39   | Incidente                 | 1     |       |
| Rit. | 15 | Shinji Nakano         | Prost-Mugen      | B          | 36   | Testacoda                 | 19    |       |
| Rit. | 17 | Nicola Larini         | Sauber-Petronas  | G          | 24   | Testacoda                 | 11    |       |
| Rit. | 7  | Jean Alesi            | Benetton-Renault | G          | 16   | Testacoda                 | 9     |       |
| Rit. | 3  | Jacques Villeneuve    | Williams-Renault | G          | 16   | Incidente                 | 3     |       |
| Rit. | 11 | Ralf Schumacher       | Jordan-Peugeot   | G          | 10   | Incidente                 | 6     |       |
| Rit. | 16 | Johnny Herbert        | Sauber-Petronas  | G          | 9    | Incidente                 | 7     |       |
| Rit. | 21 | Jarno Trulli          | Minardi-Hart     | B          | 7    | Incidente                 | 18    |       |
| Rit. | 10 | David Coulthard       | McLaren-Mercedes | G          | 1    | Testacoda                 | 5     |       |
| Rit. | 9  | Mika Häkkinen         | McLaren-Mercedes | G          | 1    | Collisione con J.Alesi    | 8     |       |
| Rit. | 1  | Damon Hill            | Arrows-Yamaha    | B          | 1    | Collisione con Verstappen | 13    |       |
| Rit. | 2  | Pedro Diniz           | Arrows-Yamaha    | B          | 0    | Testacoda                 | 16    |       |

## Classifiche

### Piloti
| Pos. | Pilota                | Punti |
| ---- | --------------------- | ----- |
| 1    | Michael Schumacher    | 24    |
| 2    | Jacques Villeneuve    | 20    |
| 3    | Eddie Irvine          | 14    |
| 4    | David Coulthard       | 10    |
| 4    | Heinz Harald Frentzen | 10    |
| 4    | Gerhard Berger        | 10    |
| 4    | Mika Häkkinen         | 10    |
| 8    | Olivier Panis         | 9     |
| 9    | Rubens Barrichello    | 6     |
| 10   | Ralf Schumacher       | 4     |
| 10   | Giancarlo Fisichella  | 4     |
| 12   | Johnny Herbert        | 3     |
| 12   | Jean Alesi            | 3     |
| 13   | Mika Salo             | 2     |
| 14   | Nicola Larini         | 1     |

### Costruttori
| Pos. | Team              | Punti |
| ---- | ----------------- | ----- |
| 1    | Ferrari           | 38    |
| 2    | Williams-Renault  | 30    |
| 3    | McLaren-Mercedes  | 20    |
| 4    | Benetton-Renault  | 13    |
| 5    | Prost-Mugen-Honda | 9     |
| 6    | Jordan-Peugeot    | 7     |
| 7    | Stewart-Ford      | 6     |
| 8    | Sauber-Petronas   | 4     |
| 9    | Tyrrell-Ford      | 2     |